# Awana
Awana (nebo AWANA) je mezinárodní křesťanská nezisková organizace pro děti a mládež založena v roce 1941 v Chicagu v USA. Působí ve více něž 120 zemích světa včetně České republiky. Ústředí Awany je ve městě Streamwood, v Illinois v USA.

## Historie a popis organizace
Základní principy Awany stanovili v roce 1941 Lance Latham a Art Rorheim jako dětského klubu. O tento způsob práce s dětmi a mládeží vznikl zájem v dalších církvích a v roce 1950 vznikla organizace Awana. Název Awana je založen na výkladu anglického textu z Biblického novozákoního verše z 2. listu Timoteovi, ze kterého vyplývá akronym Awana:
| „ | Approved Workmen Are Not Ashamed | “ |

Česky
| „ | Osvědčení pracovníci nejsou zahanbeni | “ |

Následně také vznikaly další Awana kluby i v dalších více než 120 zemích. Art Rorheim působil jako emeritní spoluzakladatel/prezident v Awaně až do své smrti 5. ledna 2018. Česká Awana byla do mezinárodního systému Awana klubů zařazena v roce 2000 a lze ji provozovat pouze pod záštitou konkrétního křesťanského církevního sboru. K dispozici jsou věkově přizpůsobené programy, které si církevní sbor a Awana klub sestaví tak, aby vyhovovaly jeho generačnímu rozpětí.

## Činnost Awana klubu
Průběh schůzek Awana klubu je do jisté míry podobný skautským schůzkám. Obvykle se skládá z těchto částí:
1. Sportovní část, kde se hrají rozličné týmové Awana hry na Awana hřišti čtvercového půdorysu.
2. Vyučování, kde jsou malé skupinky zaměřené na studium Bible a výchovu mladého člověka.
3. Závěr, kde se provádí vyhodnocení soutěží, oznámení a společné Biblické zamyšlení.

Důležitá je také spolupráce s rodiči dětí.

## Galerie

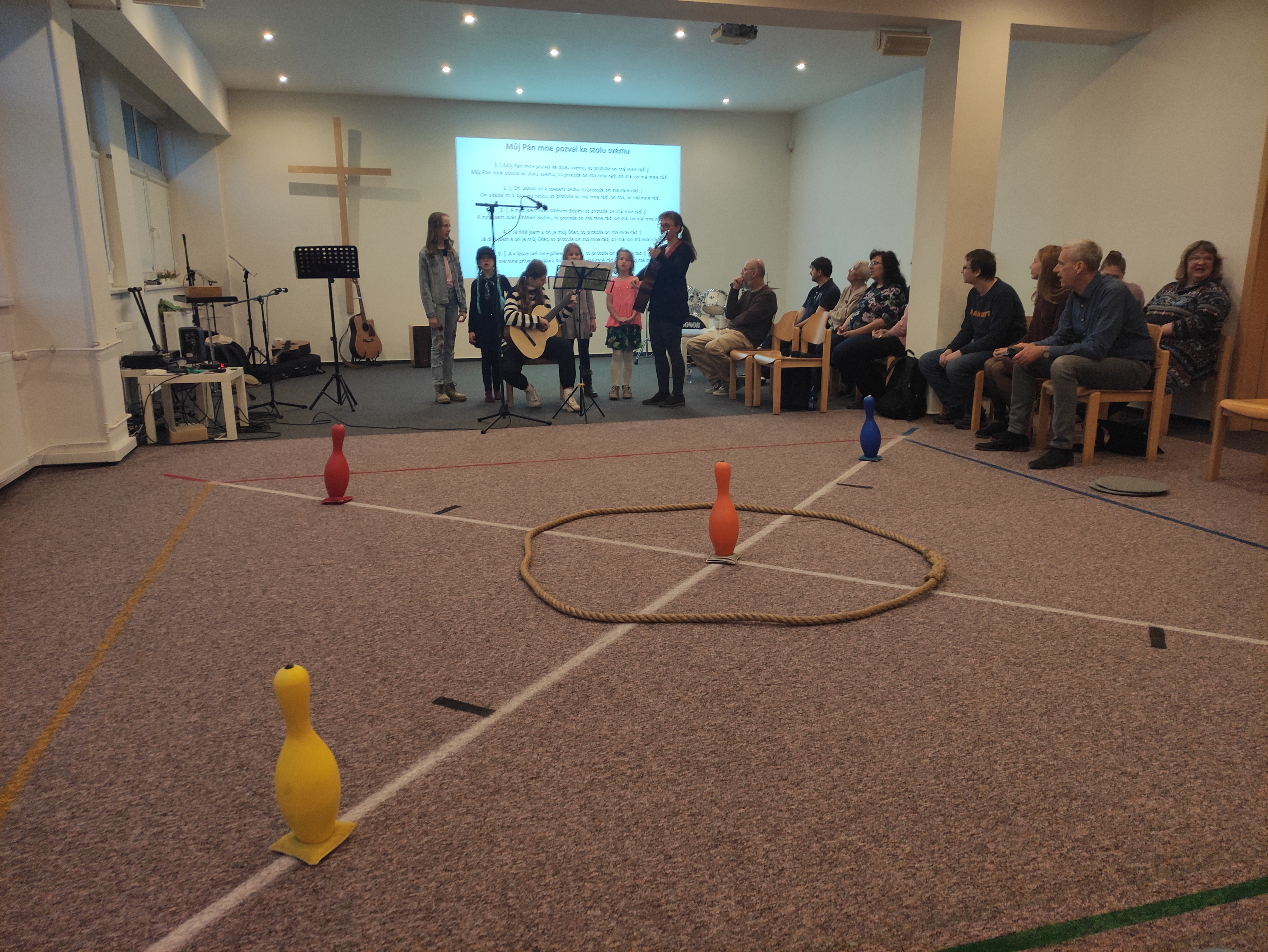
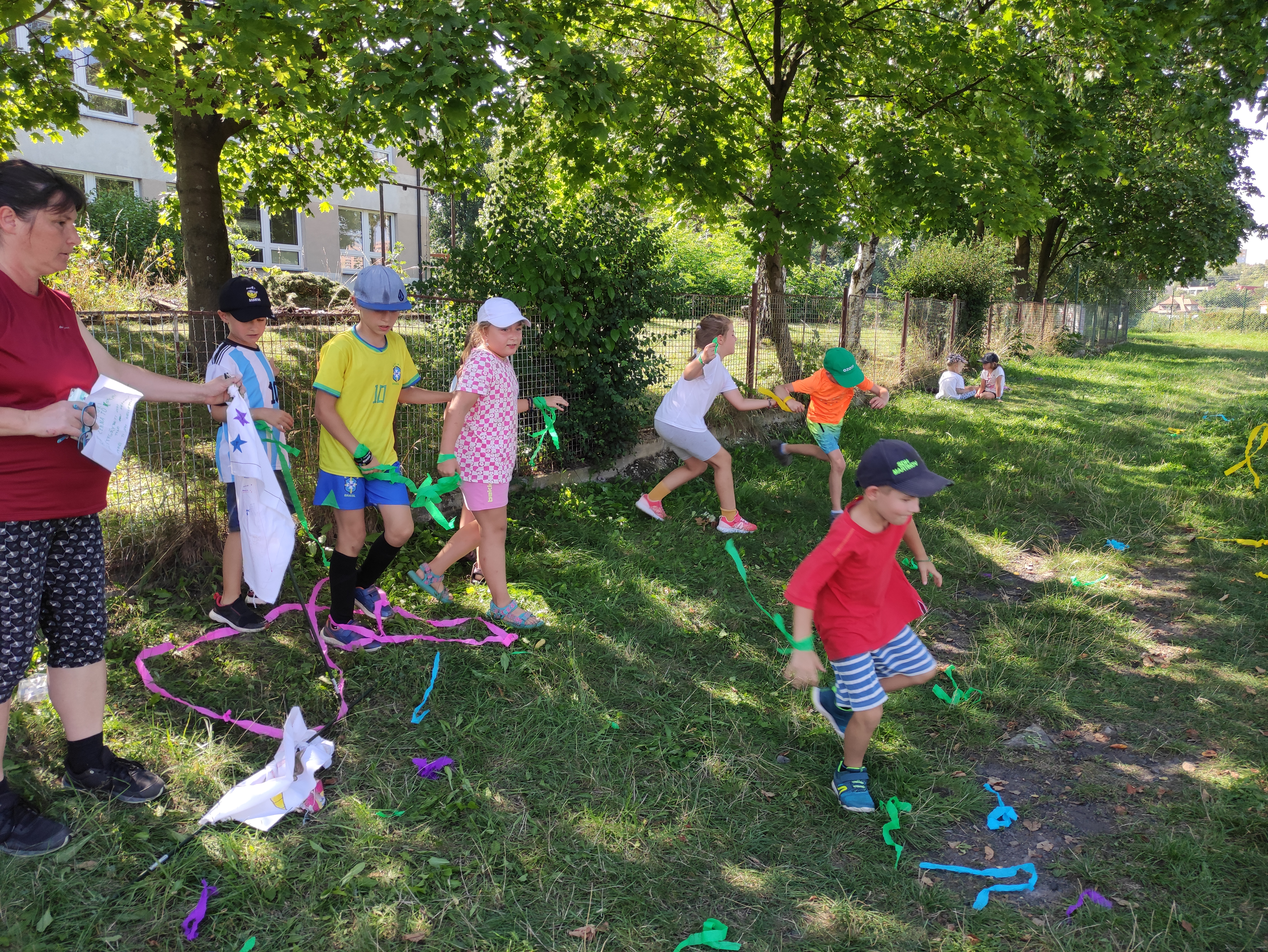